# Peńskie
Peńskie [ˈpɛɲskʲɛ] est un village polonais de la gmina de Krypno dans le powiat de Mońki et dans la voïvodie de Podlachie. Il se situe à environ 10 kilomètres au sud de Mońki et à 33 kilomètres au nord-ouest de Białystok.
Selon le recenssement de la commune de 1921, ont habité dans le village 476 personnes, dont 467 étaient catholiques, 2 orthodoxes, et 7 judaïques. Parallèlement, tous habitants ont déclaré avoir la nationalité polonaise. Dans le village, il y avait 69 bâtiments habitables.